# Roméo Boucher
Roméo Boucher était un écrivain et professeur de médecine québécois né le 22 avril 1895 et décédé en 1966 à l'âge de 70 ou 71 ans.
Il a fait ses études au Séminaire de Joliette, à l'Université de Montréal, puis à l'Université de Paris. Membre de la Société médicale des hôpitaux de Paris et du Collège royal de médecine, il a fondé, en 1948, L'information médicale et paramédicale, un journal se voulant indépendant du corps médical. Comprenant des articles d'information, des éditoriaux, des chroniques littéraires, artistiques et historiques, la publication dirigée par le docteur Boucher a offert aux médecins et penseurs une tribune : Jacques Ferron, Madeleine Ferron et François Hertel y ont contribué. Les chroniques qu'a signées Roméo Boucher dans son journal, sous le pseudonyme de Michel Servan, ont été réunies et publiées en 1950 dans l'ouvrage intitulé Le cas des chiropraticiens. Professeur titulaire à la faculté de médecine de l'Université de Montréal, Roméo Boucher a également occupé les postes de directeur scientifique de l'Hôpital Saint-Luc, de directeur des relations extérieures du Collège des médecins et chirurgiens de la province de Québec, ainsi que de directeur de l'Union médicale du Canada.
Sa sépulture est située dans le Cimetière Notre-Dame-des-Neiges, à Montréal.

## Honneurs
- 1947 - Membre de l'Académie des lettres du Québec